# ماجراهای عمو رولی
رولی مو شو یا ماجراهای عمو رولی (انگلیسی: The Roly Mo Show) یک مجموعه تلویزیونی کودکان بریتانیایی است که توسط ناول انترتیمنت تولید و از سی‌بیبیز پخش شد. داستان سریال در خانه رولی می‌گذرد، جایی که خواهرزاده و دوستانش هر روز برای دیدن او به آنجا می‌آیند. این یک مجموعه آموزشی است که تمرکز اصلی آن بر ادبیات است. این یک اسپین آف از فیمبلز است.

## خلاصه داستان
نمایش رولی در زیر دره تخیلی "فیمبل والی" جریان دارد. رولی یک موش کور است که در زیر دره فیمبل زندگی می‌کند و بو کوچولو، خواهرزاده‌اش، اغلب به دیدار او می‌آید. یوگو و میگو، دو موش پر انرژی و راکیت، یک قورباغه درختی کنجکاو هستند.